# 主教岩

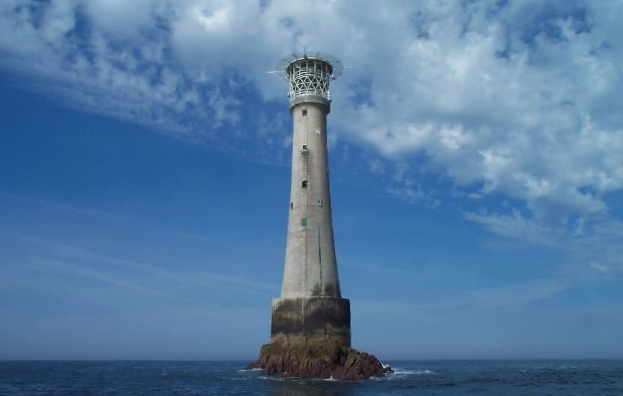

主教岩 （英語：Bishop Rock） 是英國西南部的一個岩礁。該礁石位於錫利群島最西端。主教岩被吉尼斯世界紀錄列入世界最小的有建築的島嶼。島上最初的燈塔修建於1847年，但竣工前就被沖走。現在的燈塔竣工於1858年。